# Sixteen Tons
"Sixteen Tons" é uma canção sobre a vida de um mineiro de carvão, cuja primeira gravação foi em 1946, pelo cantor de  country americano Merle Travis e lançada em seu álbum Folk Songs of the Hills no ano seguinte. Em 1955, Tennessee Ernie Ford fez uma versão que atingiu o topo da parada na Billboard, com mais outra versão de Frankie Laine lançada apenas no Reino Unido.

## Letra
O refrão de "Sixteen Tons" diz o seguinte:
| Inglês | Tradução |
| --- | --- |
| You load sixteen tons, what do you get? Another day older and deeper in debt. Saint Peter, don't you call me, 'cause I can't go; I owe my soul to the company store... | Você carrega 16 toneladas, o que você consegue? Fica um dia mais velho e mais endividado. São Pedro, não me chame, porque não posso ir. Eu devo minha alma à loja da companhia... |

De acordo com Travis, o versão do refrão "another day older and deeper in debt" foi uma frase frequentemente usada por seu pai, um mineiro de carvão. Este verso, mais aquele que diz "I owe my soul to the company store" é uma referência ao "sistema de barracão" e à escravidão por dívida. Nesse sistema, os trabalhadores não recebem salário em dinheiro vivo; em vez disso recebem créditos não conversíveis fora da loja da companhia. Isto torna a economia e o uso do dinheiro impossíveis aos trabalhadores. Os trabalhadores também viviam em dormitórios ou casas pertencentes à companhia que os empregava, sendo que o valor do aluguel já era automaticamente deduzido dos créditos. Nos Estados Unidos tais práticas se mantiveram até que muitas greves promovidas pelo ainda recente United Mine Workers e os sindicatos afiliados pusessem fim a essas práticas.
Todavia, "Sixteen Tons" não é simplesmente sociologia. Enquanto os versos se referem as dificuldades da vida nas minas, ao mesmo tempo mostram o mito de tenacidade em face da adversidade.

## Autoria
Existe uma disputa referente à autoria de "Sixteen Tons". Normalmente, a autoria da canção é atribuída a Merle Travis, fato registrado na disco gravado em 1947. Mas George S. Davis, um cantor-compositor de folk, que foi mineiro de carvão no Kentucky, disse em 1966 que compôs a canção com o título de "Nine-to-ten tons" na década de 1930. A gravação de Davis aparece nos álbuns George Davis: When Kentucky Had No Union Men and Classic Mountain Songs from Smithsonian.

## Versões
A canção teve numerosas versões, ao longo das décadas, nos mais variados estilos e línguas.

### No Brasil
No final da década de 1960, Noriel Vilela interpretou uma versão em português da música, denominada "16 Toneladas", em seu primeiro álbum-solo, Eis o Ôme. Entretanto, a versão em português nada tem a ver com o canto de sofrimento dos trabalhadores superexplorados, mas sim com o ritmo do sambalanço, que fazia sucesso na época. As edições em CD desse mesmo álbum não incluem a faixa 16 Toneladas (faixa A7 do álbum original em vinil). Em 1999, a banda Funk Como Le Gusta regravou a versão de Vilela, com a alteração de algumas palavras.

## Cultura popular
A música é frequentemente executada em vinhetas do programa Pânico.